# Lianzhou

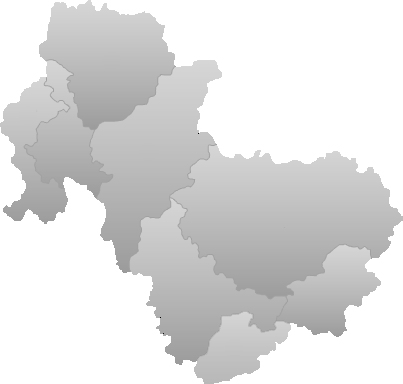
Lage der kreisfreien Stadt Lianzhou im Gebiet der bezirksfreien Stadt Qingyuan

Lianzhou (chinesisch 連州市 / 连州市, Pinyin Liánzhōu Shì, Jyutping Lin4 zau1 Si5) ist eine kreisfreie Stadt der bezirksfreien Stadt Qingyuan in der Provinz Guangdong der Volksrepublik China. Sie hat eine Fläche von 2.664 km² und zählt 377.220 Einwohner (Stand: Zensus 2020).
Die Huiguang-Pagode (Huiguang ta 慧光塔) steht seit 2006 auf der Liste der Denkmäler der Volksrepublik China (6-679).